# 顠體蟲屬

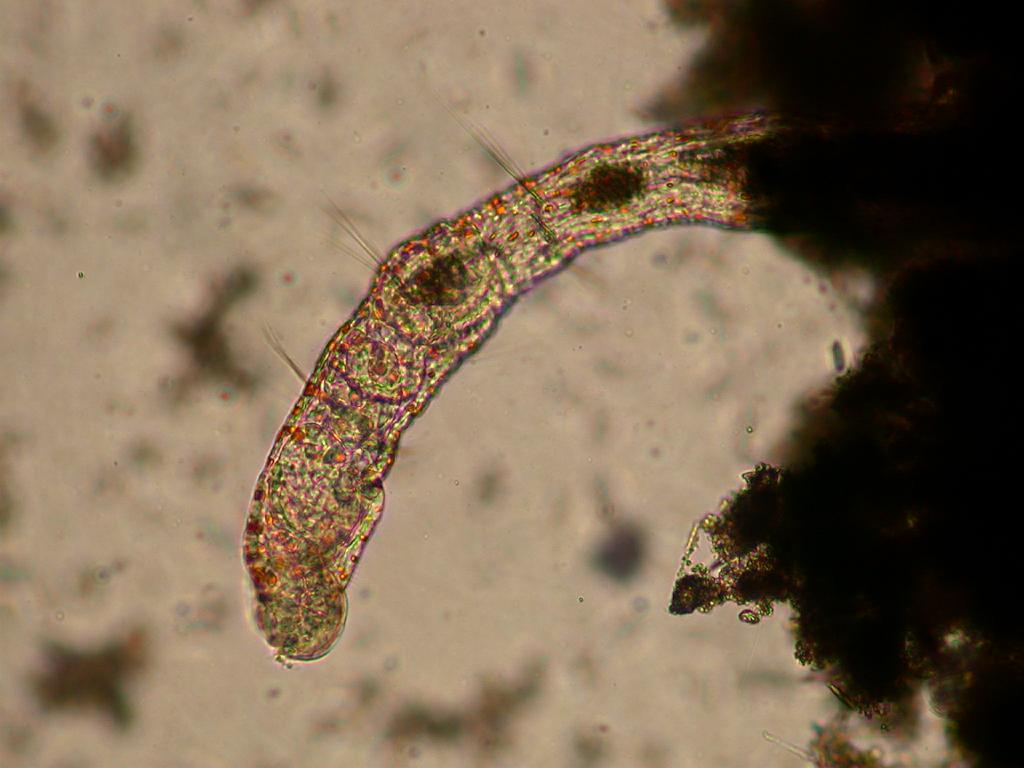

顠體蟲属（英語：Aelosoma），也稱為Ælosoma，是多毛綱的一屬。 不像其他大多數多毛綱，它們生活於世界各地的淡水生物圈。可以生存在水族箱長達數年。